# Été 85
Été 85, ook bekend onder de Engelstalige titel Summer of 85, is een Frans-Belgische dramafilm uit 2020 die geschreven en geregisseerd werd door François Ozon. Het script werd gebaseerd op de roman Je moet dansen op mijn graf (1982) van de Britse auteur Aidan Chambers. De hoofdrollen worden vertolkt door Félix Lefebvre en Benjamin Voisin.

## Verhaal
De film volgt Alex, een zestienjarige jongen die in 1985 al twee jaar woont aan de kust van Normandië. Wanneer zijn zeilboot omslaat tijdens een solotochtje, wordt hij uit het water gevist door de achttienjarige David. Er ontstaat een hechte vriendschap. Alex besluit om te gaan werken voor La Marine, het bedrijf van de moeder van David nu zijn eigen ouders willen dat hij geld inbrengt. Alex krijgt een rondleiding door de winkel en een helm voor op de motor. Ze rijden naar de kermis en krijgen slaande ruzie met een groep jongens. Dan wordt Alex verleid door David en de twee beginnen een hartstochtelijk liefdesavontuur. Alex vertelt David dat hij een interesse heeft in de dood, maar David deelt deze niet. David doet Alex wel beloven dat wanneer een van hen beiden sterft, de ander op zijn graf moet komen dansen. Wanneer David na zes weken echter het bed met Kate deelt, een Britse au pair die Alex al eerder op het strand had ontmoet, krijgen Alex en David ruzie. Alex denkt dat hij niets voor David betekent, en verlaat hem. Hierop rijdt David zich dood met zijn motor. De moeder van David verwijt Alex dat het zijn schuld is dat haar zoon dood is. Alex rijdt naar huis en moet het verdriet alleen verwerken. Hij wil David's lichaam zien om te kunnen geloven en aanvaarden dat hij echt dood is. 
Alex lucht zijn hart bij Kate. Samen gaan ze naar het mortuarium om David een laatste keer te zien, omdat diens moeder het hem verbood en de Joodse riten schrijven immers voor dat een overledene binnen 24 uur begraven moet zijn. Daarna gaat Alex ‘s nachts stiekem naar het graf van zijn geliefde, waar hij op Davids graf danst als laatste afscheid en om zijn belofte waar te maken. Hierop wordt hij door de gendarmerie opgepakt op verdenking van antisemitisme. Ter voorbereiding op het proces bij de rechtbank, waar Alex vervolgens terecht staat voor grafschennis, krijgt Alex van zijn leraar Frans het advies om alle gebeurtenissen van zich af te schrijven voor de sociaal werkster en de rechter. Dit doet hij, al geeft hij de feitelijke gebeurtenissen net iets anders weer: David en hij waren vrienden die ruzie kregen om hetzelfde meisje; Kate. 
Alex krijgt een taakstraf en pakt daarna zijn leven weer op.

## Rolverdeling
| Acteur                 | Personage        |
| ---------------------- | ---------------- |
| Félix Lefebvre         | Alexis Robin     |
| Benjamin Voisin        | David Gorman     |
| Philippine Velge       | Kate             |
| Valeria Bruni Tedeschi | Mevr. Gorman     |
| Melvil Poupaud         | Mr. Lefèvre      |
| Isabelle Nanty         | Mevr. Robin      |
| Laurent Fernandez      | Mr. Robin        |
| Bruno Lochet           | Bernard          |
| Aurore Broutin         | De onderwijzeres |

## Productie
De opnames voor de film gingen op 27 mei 2019 van start in Normandië. Er werd onder meer gefilmd in de Franse kustgemeentes Varengeville-sur-Mer en Le Tréport in het departement Seine-Maritime (Normandië). Begin juni 2019 raakte bekend dat het project geschreven en geregisseerd werd door François Ozon en de cast bestond uit onder meer Félix Lefebvre, Benjamin Voisin en Philippine Velge.
De film heette aanvankelijk Été 84, maar omdat Ozon het nummer "In Between Days" van The Cure, dat pas in 1985 werd uitgebracht, wilde gebruiken, werd de titel van de film uiteindelijk veranderd in Été 85.
Oorspronkelijk zou de film in mei 2020 op het filmfestival van Cannes in première gaan, maar vanwege de coronapandemie werd het festival geannuleerd. De film ging uiteindelijk op 2 juli 2020 in wereldpremière in Lyon.